# Theridion melanoprorum
Theridion melanoprorum là một loài nhện trong họ Theridiidae.
Loài này thuộc chi Theridion. Theridion melanoprorum được Tord Tamerlan Teodor Thorell miêu tả năm 1895.